# Björn Nussbächer
Björn Nussbächer (* 15. Juli 1976 in Ebersberg) ist ein deutscher Bildhauer und Medienkünstler. Er arbeitet mit performativer Installation, Videokunst und skulpturalen Interventionen, die Fragen zu Identität, Grenzen und gesellschaftlichen Transformationen untersuchen.

## Leben
Nussbächer wurde in Oberbayern geboren, wuchs aber in München auf. Er absolvierte von 1999 bis 2001 eine Zimmererausbildung in Tübingen. Von 2004 bis 2005 lebte und arbeitete Nussbächer in Paris als Stipendiat von „Inwent“. Von 2006 bis 2009 studierte Nussbächer an der Gerrit Rietveld Academie in Amsterdam unter anderem bei Christiaan Bastiaans. Prägend für seine künstlerische Praxis wurden ausgedehnte Reisen durch Europa, Nordafrika und Asien, die er ab 1996 dokumentarisch in Fotografien, Zeichnungen und Kurzfilmen festhielt. 2012 besuchte er Nordamerika und hielt sich unter anderem in New York, Montreal, Nelson (British Columbia) und auf Big Island, Hawaii auf. 2018/19 arbeitete und forschte er zu einem indigenen Projekt in Taiwan. 2019 nahm er als „Koebi“ an der „Setouchi-Triennale“ in Japan teil. Er ist außerdem praktizierender Judoka. Seit 2023 ist er Mitglied des Werkraumkollektivs Klybeck in Basel, wo er interdisziplinäre Kooperationen zwischen Technologie und Medienkunst initiiert.

## Werk

### Konzeptuelle Grundlagen
Nussbächers Schaffen kreist um die Dekonstruktion von Grenzen – sowohl physischer Architekturen als auch soziokultureller Normen. Sein 2010 entwickeltes Konzept der „Voyage-lage“ fusioniert Reiseerfahrungen mit Collage-Techniken, um ephemere Spuren menschlicher Interventionen sichtbarer zu machen. Dieser Ansatz verbindet nomadische Recherchemethoden mit ortsspezifischen Interventionen, bei denen Materialien aus lokalen Kontexten in skulpturale, filmische oder performative Werke transformiert werden. Die künstlerische Arbeit fokussiert sich auf transgressive Prozesse, welche die Wahrnehmungsfähigkeit und das Bewusstsein ausweiten. Nussbächer betrachtet die Kunst als berechtigten Weg der Erkenntnis, durch den persönliches Wissen entsteht und der Allgemeinheit verfügbar gemacht wird. Auf Grundlage von Gaston Bachelards Untersuchungen strebt er danach, Energie in visueller Form darzustellen und bedient hierzu transgressive Prozesse. Da es hierfür keine Parameter gibt wechseln sich Wissenschaft und Vorstellungskraft ständig ab. Nussbächers künstlerische Praxis zeichnet sich durch einen prozesshaften, forschenden Ansatz aus, der sich bewusst von der Produktion rein objektbasierter Werke distanziert. Diese Herangehensweise positioniert ihn als Grenzgänger zwischen künstlerischer Produktion und akademischer Forschung.

### Skulpturen
- „Palais“ (2006). Die scheinbar willkürliche Anordnung der Balken inszeniere einen „ständigen Suchprozess nach neuer Form“, der Hierarchien zwischen Planung und Zufall auflöse. Van Berkum wies darauf hin, das viele Follies zu konventionell umgesetzt werden und somit das utopische Potential von Follies als „architektonische Provokationen“ verfehlen. Nussbächers Arbeit stelle eine Ausnahme dar, da sie „die Grenze zwischen Skulptur und funktionslosem Bauwerk radikal verwische“. Van Berkum vergleicht dies mit Bernard Tschumis Folies im Parc de la Villette, die ebenfalls „Architektur als offenes Experiment“ begreifen.[11]
- „Das neue Nationaltrikot“ (2009). Die Skulptur aus Draht, Hartholz und Orangenschalen weist  auf die Macht nationaler und kommerzieller Symbolik im Kontext sportlicher Grossveranstaltungen hin.[1]
- „cooking together“ (2011) Die Ausstellung dokumentiert einen Ansatz zur kollektiven Kunstproduktion. Das Festhalten der eigenen Autorschaft wird gegen eine intensive gemeinsame Zeit getauscht. So wie beim Kochen entstehen hier neue Gerichte als Metapher für Innovation um diese humorvoll zu hinterfragen.[12]
- 2019 nahm Nussbächer als Koebi (Freiwilliger) an der Setouchi Triennale in Japan teil. Hierbei verdeutlicht er seinen Ansatz der kulturellen Immersion als wesentlichen Bestandteil künstlerischer Praxis.[13]
- „warming up“, und „crossing the line“ (2021) sind raumübergreifende Installationen und setzten sich mit Grenzen als physisches, politisches und psychologisches Phänomen auseinander.[8]

### Video-Arbeiten
- „If I cannot dance …“ (2021) Die Arbeit greift die Kommerzialisierung traditioneller Rituale der Resilienz auf und stellt sie Instagram-tauglichem Spektakel moderner Körperpolitik gegenüber.[9] Dabei verschwimmen die Grenzen zwischen Extase und Gewalt fliessend.[14][15]
- Cross-Border-Slam (2020) verarbeitet  essayistisch die geschlossenen Grenzübergänge zwischen Deutschland, Frankreich und der Schweiz während der Covid-19-Pandemie. Die Videoarbeit setzt sich mit verwaisten Grenzposten und den Begegnungen mit lokalen Anwohnern  auseinander.[5]

## Gruppenausstellungen
- 2006: International FollyDock Contest, Rotterdam[7][11]
- 2006: „Kunstrasen 2006 – Ersatzbank der Gefühle“, Zentrum für zeitgenössische Kunst Halle[1]
- 2006: "If I cannot dance , I don t want to be part of your revolution", Theaterperformance Leiden[16][17]
- 2006/7 "Just in time", Stedelijk Museum Amsterdam , Radio Rietveld in the Stedelijk , radiopiece "the perfect storm"[18][19]
- 2009: „residue“ Tppt, Paris, in situ performance "Palais de Tokio"Paris[20][21][22]
- 2010: „Atmosphere“, StudioFroh Berlin[22][23]
- 2011: „Cooking Together“, Outpost Slotervaart, Amsterdam[12]
- 2017–2018: Ateliers ouverts, Strasbourg/Mulhouse[10][24]
- 2021: „Songs from the End of the World“, E-Werk Freiburg (Regionale 21)[9][14][25][15]

## Residenzen und Forschungsprojekte
- 2019: Setouchi Triennale, Japan[4][13]
- 2020: Werkraum Warteck pp, Basel[5][26][27]
- 2021: Collectif des Possibles, Wesserling[8][28][29]
- 2023–2025: Atelier Klybeck, Werk-Raumkollektiv[30][31][32]
- 2025: Le mouvement regeneratif[33][34]